# Original Album Collection
Original Album Collection је бокс сет едиција албума издатих за Југотон, однсоно Croatia Records. Први бокс сет је изашао јуна 2013. године, а последњи јула 2022.
Албуми из ове колекције су на формату ЦД-а и дигитално су ремастеризовани.

## О едицији
Прво издање из ове едиције је било реиздање бокс сета групе Бијело дугме из 2005. Максималан број албума у сету је четири, пет или шест. Ако је преко пет, односно шест, издаје се двоструко издање (Парни ваљак, Јосипа Лисац, Оливер Драгојевић, Дивље јагоде). Једини тематски бокс сет из ове едиције био је за Божић 2015. године, а једина сарадња је била са ПГП РТС за колекцију албума Корни групе и Корнелија Ковача.

## Списак издања
| Извођач                       | Број дискова у бокс сету | Година |
| ----------------------------- | ------------------------ | ------ |
| Бијело дугме                  | 6                        | 2013.  |
| Црвена јабука                 | 5                        | 2013.  |
| Идоли                         | 5                        | 2014.  |
| Дино Дворник                  | 5                        | 2014.  |
| Далека обала                  | 5                        | 2014.  |
| Хаустор                       | 4                        | 2015.  |
| Психомодо поп                 | 5                        | 2015.  |
| Парни ваљак                   | 5 (vol.1) и 6 (vol.2)    | 2015.  |
| Џибони                        | 5                        | 2016.  |
| Оливер Драгојевић             | 6 (vol.1 и vol.2)        | 2016.  |
| Арсен Дедић                   | 6                        | 2017.  |
| Јосипа Лисац                  | 6 (vol.1 и vol.2)        | 2017.  |
| Зана                          | 4                        | 2018.  |
| Аеродром                      | 5                        | 2018.  |
| Дивље јагоде                  | 6 (vol.1 и vol.2)        | 2018.  |
| Електрични оргазам            | 6                        | 2019.  |
| Мери Цетинић                  | 6                        | 2019.  |
| Дорис Драговић                | 6                        | 2019.  |
| Корни група и Корнелије Ковач | 6                        | 2020.  |